# John Jones (Literaturwissenschaftler)
Henry John Franklin Jones (* 6. Mai 1924 in Burma; † 28. Februar 2016) war ein englischer Literaturwissenschaftler. Er war von 1978 bis 1983 Oxford Professor of Poetry.

## Leben und Werk
Jones kam 1924 im damals britischen Burma zur Welt, wo sein Vater als Arzt arbeitete. Sein Großvater väterlicherseits war Henry Jones. John Jones kam in England auf das renommierte Internat Blundell's School; als er acht Jahre alt war, starb sein Vater. Er erhielt ein Stipendium für das Merton College der Universität Oxford.
Bevor er sein Studium aufnahm, leistete er im Zweiten Weltkrieg Militärdienst für die britische Armee. Jones diente in Ostasien, erlernte die japanische Sprache und übersetzte bei der Funkaufklärung japanische Funksprüche. Das Kriegsende erlebte er in Colombo auf Ceylon, wo er in der öffentlichen Bücherei Hegels Phänomenologie des Geistes las.
Nach Kriegsende kehrte er nach Europa zurück, studierte am Merton College vorrangig Rechtswissenschaft und wurde 1949 Don, also Tutor, für Recht. Im selben Jahr heiratete er die Malerin Jean Robinson, mit der er einen Sohn und eine Tochter hatte.
Er beschäftigte sich intensiv mit Literatur und schrieb 1954 eine maßgebliche Analyse von William Wordsworth: The Egotistical Sublime: A History of Wordsworth's Imagination. 1962 löste er Hugo Dyson als Don für englische Literatur ab und veröffentlichte Aristotle and Greek Tragedy. Weitere Monografien behandelten John Keats, Fjodor Dostojewski und William Shakespeare.
Entgegen der akademischen Praxis lebte Jones nicht auf dem Campus; seine Frau, die unter Depressionen litt, zog London vor, wo sie intensiv in das Sozialleben eingebettet war. Sie starb 2012.
1978 wurde Jones zum Oxford Professor of Poetry berufen. Er hatte einen kleinen Kreis von Bewunderern und Freunden, litt aber darunter, dass er bis zur Berufung als Professor of Poetry keine große akademische Karriere gemacht hatte und dass seine Bücher beim Publikum nicht erfolgreicher waren. Seine Vorlesungen galten als brillant, aber Jones hielt sie ohne Notizen oder schriftliche Vorbereitung, so dass sie nicht dokumentiert sind.
Jones war leidenschaftlicher Fußballfan. Als er Ende der Siebziger in Melvyn Braggs BBC-Fernsehsendung Read All About It eingeladen wurde, präsentierte er in der Büchersendung kein literarisches Werk, sondern die Biografie des FC-Everton-Spielers Dixie Dean.
John Jones starb im Februar 2016.